# チョン・ヨンヒョク
チョン・ヨンヒョク（1988年1月3日 - ）は、北朝鮮出身の男性フィギュアスケート選手。2006年トリノオリンピック北朝鮮代表。パートナーは、ソン・ミヒャン、ピョ・ヨンミョン、チャン・キョンオク。

## 経歴
2000年にジャン・キョンオクと共に出場した北朝鮮選手権で4位に入賞。その後、ソン・ミヒャンとペアを組み、2003年の北朝鮮選手権では優勝を果たす。
2006年の北朝鮮選手権でも優勝し、当初はソン・ミヒャンとトリノオリンピックに出場する予定であったが、ソン・ミヒャンとの演技が時代に合っていないことを理由に、ピョ・ヨンミョンと出場することになった。なお、北朝鮮のペア選手がオリンピックに出場するのは、1992年のアルベールビルオリンピックに出場したコ・オクラン/キム・グヮンホ組以来、2組目のことである。しかし、ショートプログラム終了後の練習で、ヨンミョンがジャンプの転倒により壁に激突し病院に運ばれた。その為、フリープログラムは棄権に終わる。
2009年、2010年バンクーバーオリンピック最終予選となったネーベルホルン杯にはソン・ミヒャンとのペアで出場したがオリンピック出場は叶わなかった。

## 主な戦績

### 2005-2006シーズン以降
- 2005-2006シーズンのオリンピックはピョ・ヨンミョンとのペア。
- 上記以外はソン・ミヒャンとのペア。

| 大会/年            | 2005-06 | 2006-07 | 2007-08 | 2008-09 | 2009-10 |
| ------------------ | ------- | ------- | ------- | ------- | ------- |
| 冬季オリンピック   | 棄権    |         |         |         |         |
| 北朝鮮選手権       |         | 1       | 1       | 1       | 1       |
| ネーベルホルン杯   |         |         |         |         | 11      |
| シェーファー記念   | 8       |         |         |         |         |
| アジアフィギュア杯 |         |         |         | 1       |         |

### 2004-2005シーズンまで
- 2000-2001シーズンはチャン・キョンオクとのペア
- 2002-2003シーズンはパク・ミヒャンとのペア
- 2003-2004シーズン以降はソン・ミヒャンとのペア

| 大会/年      | 2000-01 | 2001-02 | 2002-03 | 2003-04 | 2004-05 |
| ------------ | ------- | ------- | ------- | ------- | ------- |
| 北朝鮮選手権 | 4       |         | 3       | 1       | 1       |
| JGPハルビン  |         |         |         |         | 8       |

### 詳細
| 開催日              | 大会名                                     | SP       | FP       | 結果      |
| ------------------- | ------------------------------------------ | -------- | -------- | --------- |
| 2009年9月24日-25日  | ネーベルホルン杯(オーベルストドルフ）      | 13 39.18 | 11 79.83 | 12 119.01 |
| 2008年12月21日-23日 | アジアフィギュア杯（香港）                 | 1 40.3   | 1 78.97  | 1 119.27  |
| 2006年2月10日-26日  | トリノオリンピック（トリノ）               | 20 33.63 | -        | 棄権      |
| 2005年10月12日-16日 | カールシェーファーメモリアル（ウィーン）   | 7 39.57  | 9 73.91  | 8 113.48  |
| 2004年9月16日-19日  | ISUジュニアグランプリ ハルビン（ハルビン） | 7 38.66  | 8 63.42  | 8 102.08  |